# Осиповицький район
Осиповицький район  (біл. Асіпо́віцкі раён) — адміністративна одиниця на південному заході Могильовської областв .Білорусі.  Адміністративний центр - місто Осиповичі. 